# درة قير (الريف الشرقي)
درة قير (بالفارسية: دره قیر) هي منطقة سكنية تقع في إيران في قسم الريف الشرقي الريفي. يقدر عدد سكانها بـ 96 نسمة بحسب إحصاء 2016.